# Théâtre Fraschini
Le théâtre Fraschini est un opéra de Pavie, en Italie.

## Histoire
Le Théâtre des Quatre Nobles Chevaliers - le nom original de Fraschini - a été conçu pour contrer les caprices du noble Giacomo Omodei, un aristocrate de Pavie et propriétaire de l'un des théâtres les plus populaires de la ville vers le milieu du XVIIIe siècle. En fait, il semble que Giacomo Omodei ait forcé le public, et les autres aristocrates, à attendre le début des spectacles jusqu'à son arrivée.
En 1772, quatre nobles seigneurs de Pavie se sont unis pour former la Société des Chevaliers : le comte Francesco Gambarana Beccaria, le marquis Pio Bellisomi, le marquis Luigi Bellingeri Provera et le comte Giuseppe Giorgi de Vistarino. Ils se partageaient l'administration et la direction du théâtre et avaient confié le projet de sa réalisation à Antonio Galli da Bibbiena, représentant d'une ancienne et prestigieuse famille de scénographes-architectes. Les travaux pour la construction du Théâtre des Quatre Nobles Chevaliers commencèrent en 1771 et le théâtre inaugura sa première saison en 1773, en présence de l'archiduc Ferdinand Karl d'Autriche-Este. Le théâtre a été inauguré le 24 mai 1773 avec l'opéra Il Demetrio, composé par le compositeur tchèque Josef Mysliveček sur des vers de Pietro Metastasio.
En 1869, la municipalité de Pavie acquiert la propriété du théâtre, rebaptisé Teatro Fraschini, en l'honneur du ténor de Pavie Gaetano Fraschini.

## Architecture

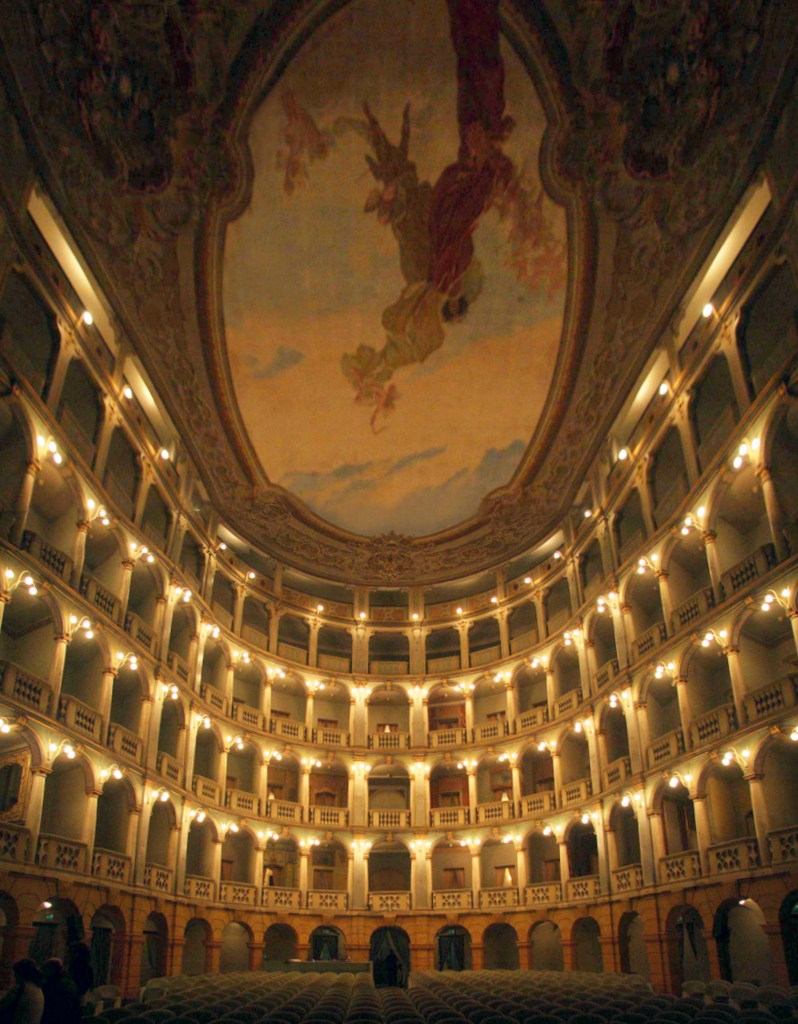
Vue des gradins depuis la scène.

Le Fraschini est un théâtre italien ; la grande salle du théâtre a presque la forme d'un fer à cheval et compte 409 places, selon le goût en vigueur au XVIIIe siècle ; c'est l'exemple artistique de la recherche perspective du baroque. Le plan de la salle est en forme de cloche avec une caisse de résonance (solution optimale pour l'acoustique) obtenue à partir d'une galerie impraticable sous les stalles. Au-dessus d'une arcade à bossage de type toscan, il y a trois niveaux de loges (avec des chapiteaux doriques, ioniques corinthiens composites et attiques) et en plus deux niveaux supérieurs (le quatrième ordre est une tribune et le cinquième est "logione" et deux galeries). La grande fresque du plafond a été refaite en 1909 par Osvaldo Bignami. Les deux grandes statues de part et d'autre de l'avant-scène, œuvre de Michele Forabosco, représentent respectivement la Musique et la Poésie. Au deuxième niveau se trouve un four encore bien visible et conservé (la vie théâtrale des nobles dépassait la limite de la fréquentation des spectacles, et s'étendait aux divertissements avec dîners et jeux de société dans les loges de la propriété et dans les salons de la coulisses). Chaque étage dispose d'une loge et la plupart d'entre eux conservent des stucs et des fresques du XVIIIe siècle, différents les uns des autres selon le goût personnel des propriétaires d'origine. En effet, depuis la fondation, les loges étaient vendues à des particuliers qui devaient les garnir de tapisseries, meubles, fresques, stucs, portes et rideaux, tant qu'ils ne brisaient pas l'aspect général et l'architecture de la salle. La façade, qui s'ouvre sur la Strada Nuova, présente un atrium à arcades ouvert sur trois portiques et deux étages supérieurs marqués horizontalement par des corniches doriques, ioniques et corinthiennes, entre lesquelles s'ouvrent des fenêtres à chapeau de tympan.
Bien que déjà quelques décennies après son inauguration, il était considéré comme grandiose, mais loin du style néo-classique, désormais dominant, le théâtre est resté miraculeusement intact dans la structure d'origine.